# Kayleigh Barton
Kayleigh Anne Marie Barton (* 22. März 1988 in Cardiff; als Kayleigh Green) ist eine ehemalige walisische Fußballspielerin. Am 15. August 2025 beendete sie ihre Karriere als Vereins- und Nationalspielerin. Künftig wird sie als Co-Trainerin der walisischen U17-Juniorinnen an der Seite von Cheftrainerin Natalie Lawrence arbeiten.

## Karriere

### Vereine
Barton spielte im Seniorinnenbereich das erste Mal bis 2016 zunächst für den ihrem Geburtsort ansässigen Cardiff City LFC.
Anschließend war sie als Spielerin des Yeovil Town LFC in der FA Women’s Super League 2 vertreten und stieg als Meister der zweithöchsten Spielklasse in die FA Women’s Super League 1 auf, die als Überbrückungsspielzeit von Februar bis Juni 2017 stattfand und damit der Umstellung auf die Saison 2017/18 vorausging. Für diesen Zeitraum wurde ein Leihgeschäft mit der  Frauenfußballmannschaft des italienischen Vereins Calcio Chieti vereinbart, für den sie in der Serie B lediglich fünf Punktspiele bestritt und ein Tor erzielte. In dieser Zeit schloss Yeovil Town LFC das Klassement als Letzter von neun teilnehmenden Mannschaften ab, verblieb jedoch in dieser Spielklasse, da sowohl kein Meister und kein Absteiger festgelegt wurden. Mit Ablauf der vereinbarten Leihfrist kehrte auch ihre Spielerin zurück und kam bis zum Saisonende 2017/18 für Yeovil Town LFC in 13 Punktspielen zum Einsatz. Abermals Letzter von nunmehr zehn teilnehmenden Mannschaften verließ sie die Mannschaft – zumal ihre Vertragslaufzeit ausgelaufen war – und erhielt beim Liganeuling Brighton & Hove Albion WFC einen Vertrag; für diesen spielte sie durchgängig in dieser Spielklasse bis zum Saisonende 2022/23.
Danach erhielt sie beim Londoner Stadtteilverein Charlton Athletic – im Alter von 35 Jahren – einen Ein-Jahres-Vertrag für die Saison 2023/24 in der Women’s Championship, der zweithöchsten Spielklasse im englischen Frauenfußball. In ihrer Premierensaison für die Mannschaft erzielte sie in 21 Punktspielen sechs Tore. Ihre Vertragslaufzeit wurde mittlerweile ausgedehnt und so kam sie in der laufenden Saison 2024/25 bis Mitte November in neun Punktspielen zum Einsatz, in denen sie zwei Tore erzielte. Ihre Trainerin (seit 2021) ist Karen Hills, einst selbst Spielerin von Charlton Athletic, deren Vertrag noch bis Juni 2025 Gültigkeit hatte.

### Nationalmannschaft
Barton kam als Nationalspielerin für den FAW zunächst für die U19-Nationalmannschaft zum Einsatz. Bei der angestrebten Teilnahme an der vom 20. bis zum 31. Juli 2005 in Ungarn vorgesehenen Europameisterschaft bestritt sie jeweils drei Spiele in der ersten und zweiten Qualifikationsrunde. Im ersten Spiel der ersten Qualifikationsrunde am 28. September 2004 im Bootham Crescent in York erzielte sie beim 4:1-Sieg über die U19-Nationalmannschaft Rumäniens mit dem Treffer zum 3:1 in der 77. Minute sogleich ihr erstes Länderspieltor.
Für die A-Nationalmannschaft debütierte sie am 7. März 2012 in Loulé bei der 0:3-Niederlage gegen die Nationalmannschaft Norwegens im Spiel um Platz 7 im Turnier um den Algarve-Cup 2012 mit Einwechslung für Sarah Wiltshire in der 85. Minute. Ihr erstes A-Länderspieltor erzielte sie am 2. März 2016 im ersten Spiel der Gruppe B beim 2:2-Unentschieden gegen die Nationalmannschaft Finnlands mit dem Treffer zum 1:1 in der 34. Minute bei ihrer Teilnahme am Turnier um den Zypern-Cup. Zwischen ihrem ersten und dritten Länderspiel kam sie am 4. April 2012 im fünften Spiel der EM-Qualifikationsgruppe 4 bei der 0:4-Niederlage gegen die Nationalmannschaft Frankreichs in Caen zum Einsatz.
Zu ihrer Länderspielkarriere zählen u. a.: 18 Spiele/9 Tore (WM-Q 2019 und 2023), 21/7 (EM-Q 2017, 2022, 2025), 6/0 (Nations League 2023), 11/2 (Zypern-Cup 2016, 2017, 2018), 6/1 (Pinatar-Cup 2022/23), 11/1 (Freundschaftsspiele).  
Am 19. Juni 2025 wurde sie für die erste EM-Endrunden-Teilnahme nominiert. Sie wurde im ersten und letzten Gruppenspiel eingewechselt, nach dem die Waliserinnen ausschieden.

## Erfolge
- Zweiter Pinatar-Cup 2023

## Sonstiges
Im September 2023 ehelichte sie – aus der gemeinsamen Zeit bei Brighton & Hove Albion – ihre Mitspielerin Kristy Barton. Seit dem 10. Februar 2024 heißt sie mit Familiennamen Barton.